# Kay A. Orr
Kay Avonne Orr, née Stark le 2 janvier 1939 à Burlington (Iowa), est une femme politique américaine, membre du Parti républicain. Elle est la première femme et la 36e gouverneure du Nebraska, en fonction de 1987 et 1991.
Trésorière de l'État entre 1981 et 1987, elle est la première femme républicaine à être élue gouverneure (Vesta M. Roy est gouverneure du New Hampshire entre 1982 et 1983, mais à titre intérimaire) ; elle soutient notamment les politiques de Richard Nixon, Carl Curtis et Roman Hruska. Après avoir gagné la primaire organisée par son parti avec 39,41 % des voix contre 31,3 % à son plus proche concurrent, Kermit Brashear, elle se présente à l'élection générale qui est également une première puisqu'elle voit s'affronter deux femmes, Orr et la candidate du Parti démocrate, Helen Boosalis (maire de Lincoln). Le camp républicain gagne par 53 % contre 47 % aux démocrates ; Orr est cependant battue par Ben Nelson quatre ans plus tard.

## Sources
- (en) Cet article est partiellement ou en totalité issu de l’article de Wikipédia en anglais intitulé « Kay A. Orr » (voir la liste des auteurs).